# إنريكو كييزا
إنريكو كييزا (بالإيطالية: Enrico Chiesa)‏؛ (جنوى، 29 ديسمبر 1970)، لاعب كرة قدم إيطالي سابق لعب لأندية عديدة منها لاتسيو، فيورنتينا، بارما و‌سامبدوريا، وهو أيضًا والد اللاعب الإيطالي فيديريكو كييزا.
بدأ مسيرته الكروية مع نادي بونتيديميكو في موسم 1986/1987، ولعب مع نادي سامبدوريا في موسم 1988/1989، ولعب مع نادي تيرامو في موسم 1990/1991، ونادي كييتي في موسم 1991/1992، ونادي سامبدوريا في موسم 1992/1993، ونادي مودينا في موسم 1993/1994، ونادي كريمونيزي في موسم 1994/1995، ونادي سامبدوريا في موسم 1995/1996، ونادي بارما منذ عام 1996 وحتى عام 1999، ولعب مع نادي فيورنتينا منذ عام 1999 وحتى عام 2002، ولعب مع نادي لاتسيو في موسم 2002/2003، ومنذ عام 2003 وهو يلعب مع نادي سيينا.

## روابط خارجية
- إنريكو كييزا على موقع الاتحاد الدولي (مؤرشف)  (الإنجليزية)
- إنريكو كييزا على موقع الاتحاد الأوربي (الإنجليزية)
- إنريكو كييزا على موقع قاعدة بيانات كرة القدم.إي يو (الإنجليزية)
- إنريكو كييزا على موقع ليكيب (الفرنسية)
- إنريكو كييزا على موقع ناشيونال فوتبول تيمز (الإنجليزية)
- إنريكو كييزا على موقع عالم كرة القدم.نت (الإنجليزية)
- إنريكو كييزا على موقع كووورة